# Strätlingite
La strätlingite è un minerale.